# Zhao Haihong
Zhao Haihong (chinesisch 赵海虹, Pinyin Zhào Hǎihóng; * April 1977 in Hangzhou, Provinz Zhejiang, Volksrepublik China) ist eine chinesische Schriftstellerin.

## Leben
Zhao Haihong begann bereits zu Schulzeiten ihre ersten Kurzgeschichten zu schreiben und veröffentlichte neben Science-Fiction ebenso mehrere Werke über Martial Arts. Später studierte sie am Lehrstuhl für Sprachen an der Zhejiang-Universität und unterrichtete später dort Angloamerikanische Literatur. Aufgrund ihrer vielen Gewinne des Galaxy Awards ist sie unter ihren Fans auch als „Prinzessin der chinesischen Science-Fiction“ („中国科幻界的公主“) bekannt. Sie meint jedoch, die Bezeichnung als „Prinzessin“ problematisch zu finden. Han Song gab an, ebenfalls ein Fan von ihr zu sein und lobte ihren lebendigen literarischen Stil sowie ihre lebensechten Charaktere, welche für ihn sowohl in China als auch international unvergleichbar seien.

## Bibliographie (Auswahl)
- 桦树的眼睛, huàshù de yǎnjīng [„Augen der Birken“], ausgezeichnet mit dem Galaxy Award 1997.[6]
- 时间的彼方, shíjiān de bǐfāng [„Andere Seite der Zeit“], dritter Platz beim Galaxy Award 1998.[6]
- 伊俄卡斯达, yīékǎsīdá [„Jocasta“], ausgezeichnet mit dem Galaxy Award 1999.[6]
- 异手, yì shǒu [„Seltsame Hand“], dritter Platz beim Galaxy Award 2000.[6]
- 蜕, tuì [„Exuviation“], ausgezeichnet mit dem Galaxy Award 2001.[6]
- 宝贝宝贝我爱你, Bǎobèi bǎobèi wǒ ài nǐ [„Baby, Baby, ich liebe dich“], Leserpreis beim Galaxy Award 2000.[6]
- Rendevous: 1937 (chinesisch 相聚在⼀九三七 / 相聚在⼀九三七, Pinyin Xiāngjù zài yī jiǔsānqī), veröffentlicht 2006 in World Science Fiction (nicht zu verwechseln mit Science Fiction World), auf Englisch erschienen in der Anthologie Sinopticon, ISBN 978-1781088524.